# Gjoelli Moebarjakova
Gjoelli Arslanovna Moebarjakova (Russisch: Гюлли Арслановна Мубарякова) (Oefa, 19 september 1936 - aldaar, 20 februari 2019) was een Russisch actrice van Basjkierse afkomst. Ze was sinds 1959 verbonden aan het "Bashkir Academisch Dramatheater Mazhit Gafuri" en gaf sinds 1991 leiding aan het theater.

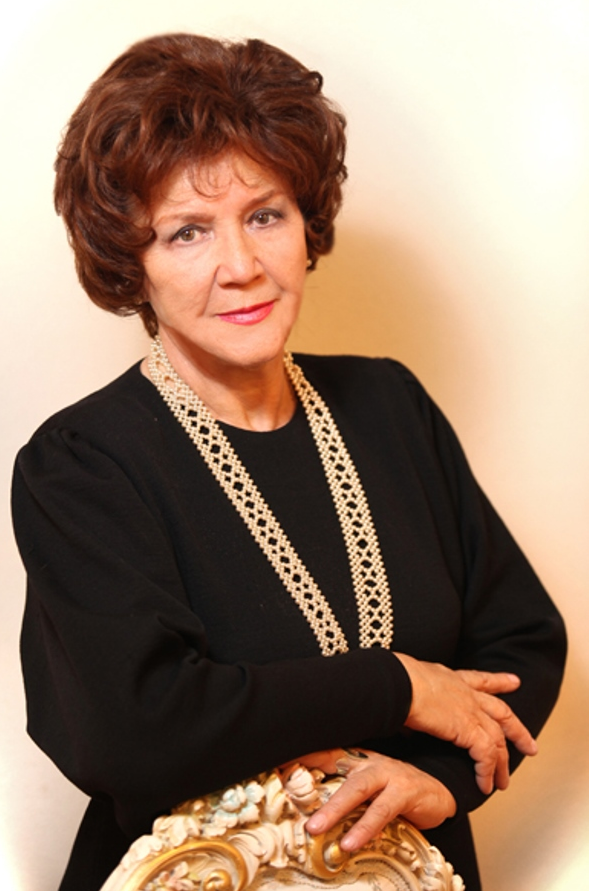
Gjoelli Moebarjakova

Moebarjakova verkreeg in 1990 de eretitel van een Volksartiest van de Sovjet-Unie.
Ze overleed op 20 februari 2019 in haar geboortestad Oefa.